# 王明义
王明义（1945年7月—），男，汉族，河南鹿邑人，中华人民共和国政治人物，曾任中共河南省委常委，河南省人民政府副省长，河南省人大常委会副主任。